# NGC 5640
NGC 5640 este o galaxie spirală situată în constelația Girafa. A fost descoperită în 20 decembrie 1797 de către William Herschel.